# Aleksander Orłowski
Aleksander Orłowski, russificato in Aleksandr Osipovič Orlovskij (in russo Александр Осипович Орловский?; Varsavia, 9 marzo 1777 – San Pietroburgo, 13 marzo 1832), è stato un pittore, litografo e incisore polacco prevalentemente attivo nell'Impero russo.

## Biografia
Orłowski nacque nel 1777 a Varsavia in una taverna. Già dall'infanzia ebbe una notevole fama grazie ai finanziamenti di Izabela Czartoryska e grazie alle collaborazioni di Jan Piotr Norblin. Nel 1793 Orłowski si unì all'esercito polacco dove combatté nella rivolta di Kościuszko contro l'Impero russo e la Prussia; qui fu ferito e tornò a Varsavia per ulteriori studi, finanziati dal principe Józef Poniatowski. Ha studiato con molti illustri pittori dell'epoca, tra cui Norblin, Marcello Bacciarelli e Wincenty Lesserowicz.
Nel 1802, dopo le spartizioni della Polonia, si trasferì in Russia, dove divenne pioniere della litografia.
Le sue opere comprendono innumerevoli schizzi della vita quotidiana in Polonia e Russia, e scene provenienti dalla rivolta di Kościuszko e da altre guerre polacche.